# Fox Head Inc.
Pour les articles homonymes, voir Fox.
Fox Head Inc. est une société américaine et une marque de sports extrêmes, propriétaire de la marque d'équipement motocross Fox Racing et elle-même détenue par Vista Outdoor. La société a été fondée en 1974 par Geoff Fox et est actuellement[Quand ?] dirigée par le fondateur et ses fils, Greg et Pete Fox. La société a été rachetée par Altamont Capital Partners en 2014.
Le siège social mondial de Fox Head, Inc. se trouve à Irvine, en Californie, le siège européen se trouve à  Barcelone, en Espagne.

## Histoire
Fox Racing (initialement nommée Moto-X Fox) a été créé en Février 1974 par Geoff Fox lorsqu'il était encore un professeur à l'Université de physique de Santa Clara (Californie). À ses débuts, l'entreprise fabriquait et distribuait des pièces détachées et des accessoires pour la pratique du motocross.
En 1976, l'entreprise classait parmi les meilleurs fabricants de suspension de l’époque. En 1977, Geoff était déterminé à montrer la qualité de ses produits. Il créa son équipe de pilotes ''Moto-X Fox''. En 1980, Mark Barnett, équipé par FOX, remporte le premier championnat national des États-Unis. En 1982, c'est au tour de Brad Lackey, de l'équipe Moto-X-Fox, de remporter le premier championnat du monde de motocross. Les pilotes de la marque Fox ont remporté plus de 40 Championnats Nationaux de Motocross et Supercross durant les 20 dernières années.
En juillet 2006, Fox Racing a décidé de changer son nom d'entreprise et a été rebaptisée Fox Head, Inc.  L'objectif était de pénétrer davantage les sites sportifs en hors du motocross, tels que le VTT, le wakeboard, le surf ; ainsi que d'étendre à d'autres produits.